# UEFA Nations League 2022/23 Divisie C
De UEFA Nations League 2022/23 Divisie C was de derde divisie van UEFA Nations League. Het toernooi, dat de vriendschappelijk duels vervangt, begon in juni 2022 en eindigde in september 2022. De winnaars van de 4 groepen van deze divisie promoveren naar divisie B. Daarbij degraderen de verliezers van de play-off of de nummers 47 en 48 van de eindstand naar divisie D, maar dit is afhankelijke van als een nummer 4 uit een van de groepen van deze divisie zich plaatst voor de play-offs van het EK 2024. Aan dit toernooi doen de 16 landen mee die op basis van de eindstand van het seizoen 2020/21 zijn ingedeeld. Albanië, Armenië, Montenegro en Slovenië promoveerden in het voorgaande seizoen naar divisie B. Deze vier landen werden vervangen door Bulgarije, Noord-Ierland, Slowakije en Turkije. Daarbij degradeerden Estland en Moldavië naar divisie D. Deze twee landen werden vervangen door Faeröer en Gibraltar.

## Beslissingscriteria
Als twee of meer landen in de groep gelijk eindigen, met evenveel punten, dan gelden de volgende criteria om te bepalen welk landen boven de ander eindigt:
1. Hoogste aantal punten verkregen bij de onderlinge wedstrijden tussen de teams;
2. Doelsaldo verkregen bij de onderlinge wedstrijden tussen de gelijk eindigende teams (als er meer dan twee teams gelijk staan);
3. Hoogste aantal gescoorde doelpunten verkregen bij de onderlinge wedstrijden tussen de teams (als er meer dan twee teams gelijk staan);
4. Hoogste aantal gescoorde uitdoelpunten verkregen bij de onderlinge wedstrijden tussen de teams
5. Als er na criteria 1 tot en met 4 nog steeds landen gelijk staan dan gelden de volgende criteria:
6. Doelsaldo in alle groepswedstrijden;
7. Aantal doelpunten gescoord in alle groepswedstrijden;
8. Aantal uitdoelpunten gescoord in alle groepswedstrijden;
9. Aantal overwinningen in alle groepswedstrijden;
10. Aantal uitoverwinningen in alle groepswedstrijden;
11. Fair-Playklassement van het toernooi (1 punt voor een enkele gele kaart, 3 punten voor een rode kaart ten gevolge van 2 gele kaarten, 3 punten voor een directe rode kaart, 4 punten voor een gele kaart gevolgd door een directe rode kaart);
12. Positie op de UEFA-coëfficiëntenranglijst;

## Deelnemende landen
De loting vond op 16 december 2021 om 18.00 (UTC+1) plaats in Nyon, Zwitserland.
| Team          | /       | Nummer |
| ------------- | ------- | ------ |
| Turkije       | Gedaald | 33     |
| Slowakije     | Gedaald | 34     |
| Bulgarije     | Gedaald | 35     |
| Noord-Ierland | Gedaald | 36     |

| Team            | / | Plaats |
| --------------- | - | ------ |
| Griekenland     |   | 37     |
| Wit-Rusland     |   | 38     |
| Luxemburg       |   | 39     |
| Noord-Macedonië |   | 40     |

| Team         | / | Plaats |
| ------------ | - | ------ |
| Litouwen     |   | 41     |
| Georgië      |   | 42     |
| Azerbeidzjan |   | 43     |
| Kosovo       |   | 44     |

| Team       | /        | Plaats |
| ---------- | -------- | ------ |
| Kazachstan |          | 45     |
| Cyprus     |          | 46     |
| Gibraltar  | Gestegen | 47     |
| Faeröer    | Gestegen | 48     |

| Legenda  |                                                 |
| Gedaald  | Gedegradeerd naar een lagere divisie.           |
| Gestegen | Gepromoveerd naar een hogere divisie.           |
|          | Gepromoveerd naar een hogere divisie.           |
|          | Gekwalificeerd voor play-offs tegen degradatie. |
|          | Gedegradeerd naar een lagere divisie.           |
| PO       | Gekwalificeerd voor play-off voor EK 2024.      |

## Groepen en wedstrijden

### Groep 1
| Pos | Team         | Wed | W | G | V | Ptn | DV | DT | +/− | Promotie of degradatie                    |       |       |       |       |       |
| --- | ------------ | --- | - | - | - | --- | -- | -- | --- | ----------------------------------------- | ----- | ----- | ----- | ----- | ----- |
| 1   | Turkije      | 6   | 4 | 1 | 1 | 13  | 18 | 5  | +13 | Promotie naar divisie B                   |       |       | 3 – 3 | 4 – 0 | 2 – 0 |
| 2   | Luxemburg    | 6   | 3 | 2 | 1 | 11  | 9  | 7  | +2  |                                           |       | 0 – 2 |       | 2 – 2 | 1 – 0 |
| 3   | Faeröer      | 6   | 2 | 2 | 2 | 8   | 7  | 10 | −3  |                                           | 2 – 1 | 0 – 1 |       | 2 – 1 |       |
| 4   | Litouwen (O) | 6   | 0 | 1 | 5 | 1   | 2  | 14 | −12 | Play-offs tegen degradatie naar divisie D |       | 0 – 6 | 0 – 2 | 1 – 1 |       |

Wedstrijden
|                                              |          |         |                 |                                                                                |
| 4 juni 2022 «onderlinge duels» 19.00 (UTC+3) | Litouwen | 0 – 2   | Luxemburg       | Stadion: LFF-stadion, Vilnius Toeschouwers: 3.009 Scheidsrechter: David Fuxman |
| 4 juni 2022 «onderlinge duels» 19.00 (UTC+3) |          | Verslag | 44', 78' Sinani | Stadion: LFF-stadion, Vilnius Toeschouwers: 3.009 Scheidsrechter: David Fuxman |
| 4 juni 2022 «onderlinge duels» 19.00 (UTC+3) |          |         |                 | Stadion: LFF-stadion, Vilnius Toeschouwers: 3.009 Scheidsrechter: David Fuxman |
| 4 juni 2022 «onderlinge duels» 19.00 (UTC+3) |          |         |                 | Stadion: LFF-stadion, Vilnius Toeschouwers: 3.009 Scheidsrechter: David Fuxman |
|                                              |          |         |                 |                                                                                |

|                                              |                                                 |         |         | |
| 4 juni 2022 «onderlinge duels» 21.45 (UTC+3) | Turkije                                         | 4 – 0   | Faeröer | Stadion: Başakşehir Fatih Terimstadion, Istanboel Toeschouwers: 9.515 Scheidsrechter: Trustin Farrugia Cann |
| 4 juni 2022 «onderlinge duels» 21.45 (UTC+3) | Ünder 37' Dervişoğlu 47' Dursun 82' Demiral 85' | Verslag |         | Stadion: Başakşehir Fatih Terimstadion, Istanboel Toeschouwers: 9.515 Scheidsrechter: Trustin Farrugia Cann |
| 4 juni 2022 «onderlinge duels» 21.45 (UTC+3) |                                                 |         |         | Stadion: Başakşehir Fatih Terimstadion, Istanboel Toeschouwers: 9.515 Scheidsrechter: Trustin Farrugia Cann |
| 4 juni 2022 «onderlinge duels» 21.45 (UTC+3) |                                                 |         |         | Stadion: Başakşehir Fatih Terimstadion, Istanboel Toeschouwers: 9.515 Scheidsrechter: Trustin Farrugia Cann |
|                                              |                                                 |         |         | |

|                                              |                                |         |                      |                                                                                |
| 7 juni 2022 «onderlinge duels» 19.45 (UTC+1) | Faeröer                        | 0 – 1   | Luxemburg            | Stadion: Tórsvøllur, Tórshavn Toeschouwers: 2.313 Scheidsrechter: Rob Hennessy |
| 7 juni 2022 «onderlinge duels» 19.45 (UTC+1) | Joensen 16', 67' Vatnhamar 80' | Verslag | 74' (pen.) Rodrigues | Stadion: Tórsvøllur, Tórshavn Toeschouwers: 2.313 Scheidsrechter: Rob Hennessy |
| 7 juni 2022 «onderlinge duels» 19.45 (UTC+1) |                                |         |                      | Stadion: Tórsvøllur, Tórshavn Toeschouwers: 2.313 Scheidsrechter: Rob Hennessy |
| 7 juni 2022 «onderlinge duels» 19.45 (UTC+1) |                                |         |                      | Stadion: Tórsvøllur, Tórshavn Toeschouwers: 2.313 Scheidsrechter: Rob Hennessy |
|                                              |                                |         |                      |                                                                                |

|                                              |          |         |                                                                 |                                                                                 |
| 7 juni 2022 «onderlinge duels» 21.45 (UTC+3) | Litouwen | 0 – 6   | Turkije                                                         | Stadion: LFF-stadion, Vilnius Toeschouwers: 2.843 Scheidsrechter: Novak Simović |
| 7 juni 2022 «onderlinge duels» 21.45 (UTC+3) |          | Verslag | 2', 14' Sınık 56' (pen.), 81' Dursun 89' Akgün 90+1' Dervişoğlu | Stadion: LFF-stadion, Vilnius Toeschouwers: 2.843 Scheidsrechter: Novak Simović |
| 7 juni 2022 «onderlinge duels» 21.45 (UTC+3) |          |         |                                                                 | Stadion: LFF-stadion, Vilnius Toeschouwers: 2.843 Scheidsrechter: Novak Simović |
| 7 juni 2022 «onderlinge duels» 21.45 (UTC+3) |          |         |                                                                 | Stadion: LFF-stadion, Vilnius Toeschouwers: 2.843 Scheidsrechter: Novak Simović |
|                                              |          |         |                                                                 |                                                                                 |

|                                               |                                   |         |            |                                                                              |
| 11 juni 2022 «onderlinge duels» 17.00 (UTC+1) | Faeröer                           | 2 – 1   | Litouwen   | Stadion: Tórsvøllur, Tórshavn Toeschouwers: 2.278 Scheidsrechter: Igor Pajač |
| 11 juni 2022 «onderlinge duels» 17.00 (UTC+1) | Davidsen 20' (pen.) Andreasen 45' | Verslag | 6' Černych | Stadion: Tórsvøllur, Tórshavn Toeschouwers: 2.278 Scheidsrechter: Igor Pajač |
| 11 juni 2022 «onderlinge duels» 17.00 (UTC+1) |                                   |         |            | Stadion: Tórsvøllur, Tórshavn Toeschouwers: 2.278 Scheidsrechter: Igor Pajač |
| 11 juni 2022 «onderlinge duels» 17.00 (UTC+1) |                                   |         |            | Stadion: Tórsvøllur, Tórshavn Toeschouwers: 2.278 Scheidsrechter: Igor Pajač |
|                                               |                                   |         |            |                                                                              |

|                                               |           |         |                                  |                                                                                           |
| 11 juni 2022 «onderlinge duels» 20.45 (UTC+2) | Luxemburg | 0 – 2   | Turkije                          | Stadion: Stade de Luxembourg, Luxemburg Toeschouwers: 9.374 Scheidsrechter: António Nobre |
| 11 juni 2022 «onderlinge duels» 20.45 (UTC+2) |           | Verslag | 37' (pen.) Çalhanoğlu 76' Dursun | Stadion: Stade de Luxembourg, Luxemburg Toeschouwers: 9.374 Scheidsrechter: António Nobre |
| 11 juni 2022 «onderlinge duels» 20.45 (UTC+2) |           |         |                                  | Stadion: Stade de Luxembourg, Luxemburg Toeschouwers: 9.374 Scheidsrechter: António Nobre |
| 11 juni 2022 «onderlinge duels» 20.45 (UTC+2) |           |         |                                  | Stadion: Stade de Luxembourg, Luxemburg Toeschouwers: 9.374 Scheidsrechter: António Nobre |
|                                               |           |         |                                  |                                                                                           |

|                                               |                                   |         |                    |                                                                                            |
| 14 juni 2022 «onderlinge duels» 20.45 (UTC+2) | Luxemburg                         | 2 – 2   | Faeröer            | Stadion: Stade de Luxembourg, Luxemburg Toeschouwers: 5.325 Scheidsrechter: Michael Fabbri |
| 14 juni 2022 «onderlinge duels» 20.45 (UTC+2) | Rodrigues 12' (pen.) Barreiro 49' | Verslag | 57', 59' Bjartalíð | Stadion: Stade de Luxembourg, Luxemburg Toeschouwers: 5.325 Scheidsrechter: Michael Fabbri |
| 14 juni 2022 «onderlinge duels» 20.45 (UTC+2) |                                   |         |                    | Stadion: Stade de Luxembourg, Luxemburg Toeschouwers: 5.325 Scheidsrechter: Michael Fabbri |
| 14 juni 2022 «onderlinge duels» 20.45 (UTC+2) |                                   |         |                    | Stadion: Stade de Luxembourg, Luxemburg Toeschouwers: 5.325 Scheidsrechter: Michael Fabbri |
|                                               |                                   |         |                    |                                                                                            |

|                                               |                                 |         |          |                                                                                             |
| 14 juni 2022 «onderlinge duels» 21.45 (UTC+3) | Turkije                         | 2 – 0   | Litouwen | Stadion: Gürsel Akselstadion, İzmir Toeschouwers: 14.694 Scheidsrechter: Stéphanie Frappart |
| 14 juni 2022 «onderlinge duels» 21.45 (UTC+3) | Ayhan 37' Çalhanoğlu 54' (pen.) | Verslag |          | Stadion: Gürsel Akselstadion, İzmir Toeschouwers: 14.694 Scheidsrechter: Stéphanie Frappart |
| 14 juni 2022 «onderlinge duels» 21.45 (UTC+3) |                                 |         |          | Stadion: Gürsel Akselstadion, İzmir Toeschouwers: 14.694 Scheidsrechter: Stéphanie Frappart |
| 14 juni 2022 «onderlinge duels» 21.45 (UTC+3) |                                 |         |          | Stadion: Gürsel Akselstadion, İzmir Toeschouwers: 14.694 Scheidsrechter: Stéphanie Frappart |
|                                               |                                 |         |          |                                                                                             |

|                                                    |            |         |               |                                                                                                |
| 22 september 2022 «onderlinge duels» 21.45 (UTC+3) | Litouwen   | 1 – 1   | Faeröer       | Stadion: LFF-stadion, Vilnius Toeschouwers: 2.376 Scheidsrechter: Vilhjálmur Alvar Þórarinsson |
| 22 september 2022 «onderlinge duels» 21.45 (UTC+3) | Slivka 41' | Verslag | 22' Andreasen | Stadion: LFF-stadion, Vilnius Toeschouwers: 2.376 Scheidsrechter: Vilhjálmur Alvar Þórarinsson |
| 22 september 2022 «onderlinge duels» 21.45 (UTC+3) |            |         |               | Stadion: LFF-stadion, Vilnius Toeschouwers: 2.376 Scheidsrechter: Vilhjálmur Alvar Þórarinsson |
| 22 september 2022 «onderlinge duels» 21.45 (UTC+3) |            |         |               | Stadion: LFF-stadion, Vilnius Toeschouwers: 2.376 Scheidsrechter: Vilhjálmur Alvar Þórarinsson |
|                                                    |            |         |               |                                                                                                |

|                                                    |                                               |         |                                      | |
| 22 september 2022 «onderlinge duels» 21.45 (UTC+3) | Turkije                                       | 3 – 3   | Luxemburg                            | Stadion: Başakşehir Fatih Terimstadion, Istanboel Toeschouwers: 12.708 Scheidsrechter: Tobias Stieler |
| 22 september 2022 «onderlinge duels» 21.45 (UTC+3) | Ünder 16' (pen.) Chanot 39' (e.d.) Yüksek 87' | Verslag | 8' Da Graça 37' Sinani 69' Rodrigues | Stadion: Başakşehir Fatih Terimstadion, Istanboel Toeschouwers: 12.708 Scheidsrechter: Tobias Stieler |
| 22 september 2022 «onderlinge duels» 21.45 (UTC+3) |                                               |         |                                      | Stadion: Başakşehir Fatih Terimstadion, Istanboel Toeschouwers: 12.708 Scheidsrechter: Tobias Stieler |
| 22 september 2022 «onderlinge duels» 21.45 (UTC+3) |                                               |         |                                      | Stadion: Başakşehir Fatih Terimstadion, Istanboel Toeschouwers: 12.708 Scheidsrechter: Tobias Stieler |
|                                                    |                                               |         |                                      | |

|                                                    |                             |         |            |                                                                                 |
| 25 september 2022 «onderlinge duels» 19.45 (UTC+1) | Faeröer                     | 2 – 1   | Turkije    | Stadion: Tórsvøllur, Tórshavn Toeschouwers: 2.056 Scheidsrechter: Sergiej Bojko |
| 25 september 2022 «onderlinge duels» 19.45 (UTC+1) | Davidsen 51' Edmundsson 59' | Verslag | 89' Gürler | Stadion: Tórsvøllur, Tórshavn Toeschouwers: 2.056 Scheidsrechter: Sergiej Bojko |
| 25 september 2022 «onderlinge duels» 19.45 (UTC+1) |                             |         |            | Stadion: Tórsvøllur, Tórshavn Toeschouwers: 2.056 Scheidsrechter: Sergiej Bojko |
| 25 september 2022 «onderlinge duels» 19.45 (UTC+1) |                             |         |            | Stadion: Tórsvøllur, Tórshavn Toeschouwers: 2.056 Scheidsrechter: Sergiej Bojko |
|                                                    |                             |         |            |                                                                                 |

|                                                    |               |         |          |                                                                                                |
| 25 september 2022 «onderlinge duels» 20.45 (UTC+2) | Luxemburg     | 1 – 0   | Litouwen | Stadion: Stade de Luxembourg, Luxemburg Toeschouwers: 5.340 Scheidsrechter: Giorgi Kroeasjvili |
| 25 september 2022 «onderlinge duels» 20.45 (UTC+2) | Rodrigues 89' | Verslag |          | Stadion: Stade de Luxembourg, Luxemburg Toeschouwers: 5.340 Scheidsrechter: Giorgi Kroeasjvili |
| 25 september 2022 «onderlinge duels» 20.45 (UTC+2) |               |         |          | Stadion: Stade de Luxembourg, Luxemburg Toeschouwers: 5.340 Scheidsrechter: Giorgi Kroeasjvili |
| 25 september 2022 «onderlinge duels» 20.45 (UTC+2) |               |         |          | Stadion: Stade de Luxembourg, Luxemburg Toeschouwers: 5.340 Scheidsrechter: Giorgi Kroeasjvili |
|                                                    |               |         |          |                                                                                                |

### Groep 2
| Pos | Team          | Wed | W | G | V | Ptn | DV | DT | +/− | Promotie                |       |       |       |       |       |
| --- | ------------- | --- | - | - | - | --- | -- | -- | --- | ----------------------- | ----- | ----- | ----- | ----- | ----- |
| 1   | Griekenland   | 6   | 5 | 0 | 1 | 15  | 10 | 2  | +8  | Promotie naar divisie B |       |       | 2 – 0 | 3 – 1 | 3 – 0 |
| 2   | Kosovo        | 6   | 3 | 0 | 3 | 9   | 11 | 8  | +3  |                         |       | 0 – 1 |       | 3 – 2 | 5 – 1 |
| 3   | Noord-Ierland | 6   | 1 | 2 | 3 | 5   | 7  | 10 | −3  |                         | 0 – 1 | 2 – 1 |       | 2 – 2 |       |
| 4   | Cyprus        | 6   | 1 | 2 | 3 | 5   | 4  | 12 | −8  |                         | 1 – 0 | 0 – 2 | 0 – 0 |       |       |

1. 1 2  Gelijkspel op onderling resultaat. Algeheel doelsaldo is bepalend voor de stand.

Wedstrijden
|                                              |        |         |                          |                                                                                |
| 2 juni 2022 «onderlinge duels» 18.00 (UTC+2) | Cyprus | 0 – 2   | Kosovo                   | Stadion: AEK Arena, Larnaca Toeschouwers: 1.550 Scheidsrechter: Jérôme Brisard |
| 2 juni 2022 «onderlinge duels» 18.00 (UTC+2) |        | Verslag | 65' Berisha 78' Zhegrova | Stadion: AEK Arena, Larnaca Toeschouwers: 1.550 Scheidsrechter: Jérôme Brisard |
| 2 juni 2022 «onderlinge duels» 18.00 (UTC+2) |        |         |                          | Stadion: AEK Arena, Larnaca Toeschouwers: 1.550 Scheidsrechter: Jérôme Brisard |
| 2 juni 2022 «onderlinge duels» 18.00 (UTC+2) |        |         |                          | Stadion: AEK Arena, Larnaca Toeschouwers: 1.550 Scheidsrechter: Jérôme Brisard |
|                                              |        |         |                          |                                                                                |

|                                              |               |         |               |                                                                                     |
| 2 juni 2022 «onderlinge duels» 19.45 (UTC+1) | Noord-Ierland | 0 – 1   | Griekenland   | Stadion: Windsor Park, Belfast Toeschouwers: 16.977 Scheidsrechter: Erik Lambrechts |
| 2 juni 2022 «onderlinge duels» 19.45 (UTC+1) |               | Verslag | 39' Bakasetas | Stadion: Windsor Park, Belfast Toeschouwers: 16.977 Scheidsrechter: Erik Lambrechts |
| 2 juni 2022 «onderlinge duels» 19.45 (UTC+1) |               |         |               | Stadion: Windsor Park, Belfast Toeschouwers: 16.977 Scheidsrechter: Erik Lambrechts |
| 2 juni 2022 «onderlinge duels» 19.45 (UTC+1) |               |         |               | Stadion: Windsor Park, Belfast Toeschouwers: 16.977 Scheidsrechter: Erik Lambrechts |
|                                              |               |         |               |                                                                                     |

|                                              |         |       |               |                                                                             |
| 5 juni 2022 «onderlinge duels» 19.00 (UTC+3) | Cyprus  | 0 – 0 | Noord-Ierland | Stadion: AEK Arena, Larnaca Toeschouwers: 1.663 Scheidsrechter: Enea Jorgji |
| 5 juni 2022 «onderlinge duels» 19.00 (UTC+3) | Verslag |       |               | Stadion: AEK Arena, Larnaca Toeschouwers: 1.663 Scheidsrechter: Enea Jorgji |
| 5 juni 2022 «onderlinge duels» 19.00 (UTC+3) |         |       |               | Stadion: AEK Arena, Larnaca Toeschouwers: 1.663 Scheidsrechter: Enea Jorgji |
| 5 juni 2022 «onderlinge duels» 19.00 (UTC+3) |         |       |               | Stadion: AEK Arena, Larnaca Toeschouwers: 1.663 Scheidsrechter: Enea Jorgji |
|                                              |         |       |               |                                                                             |

|                                              |                            |         |               |                                                                                         |
| 5 juni 2022 «onderlinge duels» 20.45 (UTC+2) | Kosovo                     | 0 – 1   | Griekenland   | Stadion: Fadil Vokrristadion, Pristina Toeschouwers: 12.300 Scheidsrechter: John Beaton |
| 5 juni 2022 «onderlinge duels» 20.45 (UTC+2) | Aliti 51', 72' Murić 90+1' | Verslag | 36' Bakasetas | Stadion: Fadil Vokrristadion, Pristina Toeschouwers: 12.300 Scheidsrechter: John Beaton |
| 5 juni 2022 «onderlinge duels» 20.45 (UTC+2) |                            |         |               | Stadion: Fadil Vokrristadion, Pristina Toeschouwers: 12.300 Scheidsrechter: John Beaton |
| 5 juni 2022 «onderlinge duels» 20.45 (UTC+2) |                            |         |               | Stadion: Fadil Vokrristadion, Pristina Toeschouwers: 12.300 Scheidsrechter: John Beaton |
|                                              |                            |         |               |                                                                                         |

|                                              |                                       |         |        |                                                                                        |
| 9 juni 2022 «onderlinge duels» 21.45 (UTC+3) | Griekenland                           | 3 – 0   | Cyprus | Stadion: Panthessalikostadion, Volos Toeschouwers: 12.418 Scheidsrechter: Tamás Bognár |
| 9 juni 2022 «onderlinge duels» 21.45 (UTC+3) | Bakasetas 8' Pavlidis 20' Limnios 48' | Verslag |        | Stadion: Panthessalikostadion, Volos Toeschouwers: 12.418 Scheidsrechter: Tamás Bognár |
| 9 juni 2022 «onderlinge duels» 21.45 (UTC+3) |                                       |         |        | Stadion: Panthessalikostadion, Volos Toeschouwers: 12.418 Scheidsrechter: Tamás Bognár |
| 9 juni 2022 «onderlinge duels» 21.45 (UTC+3) |                                       |         |        | Stadion: Panthessalikostadion, Volos Toeschouwers: 12.418 Scheidsrechter: Tamás Bognár |
|                                              |                                       |         |        |                                                                                        |

|                                              |                                  |         |                        |                                                                                          |
| 9 juni 2022 «onderlinge duels» 20.45 (UTC+2) | Kosovo                           | 3 – 2   | Noord-Ierland          | Stadion: Fadil Vokrristadion, Pristina Toeschouwers: 11.700 Scheidsrechter: Jakob Kehlet |
| 9 juni 2022 «onderlinge duels» 20.45 (UTC+2) | Muriqi 9' (pen.), 52' Bytyqi 19' | Verslag | 44' Lavery 83' Ballard | Stadion: Fadil Vokrristadion, Pristina Toeschouwers: 11.700 Scheidsrechter: Jakob Kehlet |
| 9 juni 2022 «onderlinge duels» 20.45 (UTC+2) |                                  |         |                        | Stadion: Fadil Vokrristadion, Pristina Toeschouwers: 11.700 Scheidsrechter: Jakob Kehlet |
| 9 juni 2022 «onderlinge duels» 20.45 (UTC+2) |                                  |         |                        | Stadion: Fadil Vokrristadion, Pristina Toeschouwers: 11.700 Scheidsrechter: Jakob Kehlet |
|                                              |                                  |         |                        |                                                                                          |

|                                               |                           |         |                    |                                                                                                  |
| 12 juni 2022 «onderlinge duels» 14.00 (UTC+1) | Noord-Ierland             | 2 – 2   | Cyprus             | Stadion: Windsor Park, Belfast Toeschouwers: 16.454 Scheidsrechter: Ricardo de Burgos Bengoetxea |
| 12 juni 2022 «onderlinge duels» 14.00 (UTC+1) | McNair 71' J. Evans 90+4' | Verslag | 32', 51' Kakoullis | Stadion: Windsor Park, Belfast Toeschouwers: 16.454 Scheidsrechter: Ricardo de Burgos Bengoetxea |
| 12 juni 2022 «onderlinge duels» 14.00 (UTC+1) |                           |         |                    | Stadion: Windsor Park, Belfast Toeschouwers: 16.454 Scheidsrechter: Ricardo de Burgos Bengoetxea |
| 12 juni 2022 «onderlinge duels» 14.00 (UTC+1) |                           |         |                    | Stadion: Windsor Park, Belfast Toeschouwers: 16.454 Scheidsrechter: Ricardo de Burgos Bengoetxea |
|                                               |                           |         |                    |                                                                                                  |

|                                               |                                |         |        |                                                                                             |
| 12 juni 2022 «onderlinge duels» 21.45 (UTC+3) | Griekenland                    | 2 – 0   | Kosovo | Stadion: Panthessalikostadion, Volos Toeschouwers: 15.367 Scheidsrechter: Julian Weinberger |
| 12 juni 2022 «onderlinge duels» 21.45 (UTC+3) | Giakoumakis 71' Mantalos 90+9' | Verslag |        | Stadion: Panthessalikostadion, Volos Toeschouwers: 15.367 Scheidsrechter: Julian Weinberger |
| 12 juni 2022 «onderlinge duels» 21.45 (UTC+3) |                                |         |        | Stadion: Panthessalikostadion, Volos Toeschouwers: 15.367 Scheidsrechter: Julian Weinberger |
| 12 juni 2022 «onderlinge duels» 21.45 (UTC+3) |                                |         |        | Stadion: Panthessalikostadion, Volos Toeschouwers: 15.367 Scheidsrechter: Julian Weinberger |
|                                               |                                |         |        |                                                                                             |

|                                                    |                          |         |            |                                                                                  |
| 24 september 2022 «onderlinge duels» 17.00 (UTC+1) | Noord-Ierland            | 2 – 1   | Kosovo     | Stadion: Windsor Park, Belfast Toeschouwers: 17.148 Scheidsrechter: Glenn Nyberg |
| 24 september 2022 «onderlinge duels» 17.00 (UTC+1) | Whyte 82' Magennis 90+3' | Verslag | 58' Muriqi | Stadion: Windsor Park, Belfast Toeschouwers: 17.148 Scheidsrechter: Glenn Nyberg |
| 24 september 2022 «onderlinge duels» 17.00 (UTC+1) |                          |         |            | Stadion: Windsor Park, Belfast Toeschouwers: 17.148 Scheidsrechter: Glenn Nyberg |
| 24 september 2022 «onderlinge duels» 17.00 (UTC+1) |                          |         |            | Stadion: Windsor Park, Belfast Toeschouwers: 17.148 Scheidsrechter: Glenn Nyberg |
|                                                    |                          |         |            |                                                                                  |

|                                                    |             |         |             |                                                                                   |
| 24 september 2022 «onderlinge duels» 21.45 (UTC+3) | Cyprus      | 1 – 0   | Griekenland | Stadion: AEK Arena, Larnaca Toeschouwers: 4.548 Scheidsrechter: Aleksej Koelbakov |
| 24 september 2022 «onderlinge duels» 21.45 (UTC+3) | Tzionis 18' | Verslag |             | Stadion: AEK Arena, Larnaca Toeschouwers: 4.548 Scheidsrechter: Aleksej Koelbakov |
| 24 september 2022 «onderlinge duels» 21.45 (UTC+3) |             |         |             | Stadion: AEK Arena, Larnaca Toeschouwers: 4.548 Scheidsrechter: Aleksej Koelbakov |
| 24 september 2022 «onderlinge duels» 21.45 (UTC+3) |             |         |             | Stadion: AEK Arena, Larnaca Toeschouwers: 4.548 Scheidsrechter: Aleksej Koelbakov |
|                                                    |             |         |             |                                                                                   |

|                                                    |                                      |         |               |                                                                                          |
| 27 september 2022 «onderlinge duels» 21.45 (UTC+3) | Griekenland                          | 3 – 1   | Noord-Ierland | Stadion: Georgios Kamarasstadion, Athene Toeschouwers: 5.871 Scheidsrechter: Filip Glova |
| 27 september 2022 «onderlinge duels» 21.45 (UTC+3) | Pelkas 14' Masouras 55' Mantalos 80' | Verslag | 18' Lavery    | Stadion: Georgios Kamarasstadion, Athene Toeschouwers: 5.871 Scheidsrechter: Filip Glova |
| 27 september 2022 «onderlinge duels» 21.45 (UTC+3) |                                      |         |               | Stadion: Georgios Kamarasstadion, Athene Toeschouwers: 5.871 Scheidsrechter: Filip Glova |
| 27 september 2022 «onderlinge duels» 21.45 (UTC+3) |                                      |         |               | Stadion: Georgios Kamarasstadion, Athene Toeschouwers: 5.871 Scheidsrechter: Filip Glova |
|                                                    |                                      |         |               |                                                                                          |

|                                                    |                                                        |         |             |                                                                                           |
| 27 september 2022 «onderlinge duels» 20.45 (UTC+2) | Kosovo                                                 | 5 – 1   | Cyprus      | Stadion: Fadil Vokrristadion, Pristina Toeschouwers: 10.400 Scheidsrechter: Kristo Tohver |
| 27 september 2022 «onderlinge duels» 20.45 (UTC+2) | Muslija 22' Rrudhani 45+1' Rashani 47' Muriqi 52', 84' | Verslag | 81' Roberge | Stadion: Fadil Vokrristadion, Pristina Toeschouwers: 10.400 Scheidsrechter: Kristo Tohver |
| 27 september 2022 «onderlinge duels» 20.45 (UTC+2) |                                                        |         |             | Stadion: Fadil Vokrristadion, Pristina Toeschouwers: 10.400 Scheidsrechter: Kristo Tohver |
| 27 september 2022 «onderlinge duels» 20.45 (UTC+2) |                                                        |         |             | Stadion: Fadil Vokrristadion, Pristina Toeschouwers: 10.400 Scheidsrechter: Kristo Tohver |
|                                                    |                                                        |         |             |                                                                                           |

### Groep 3
| Pos | Team         | Wed | W | G | V | Ptn | DV | DT | +/− | Promotie                |       |       |       |       |       |
| --- | ------------ | --- | - | - | - | --- | -- | -- | --- | ----------------------- | ----- | ----- | ----- | ----- | ----- |
| 1   | Kazachstan   | 6   | 4 | 1 | 1 | 13  | 8  | 6  | +2  | Promotie naar divisie B |       |       | 2 − 0 | 2 − 1 | 2 − 1 |
| 2   | Azerbeidzjan | 6   | 3 | 1 | 2 | 10  | 7  | 4  | +3  |                         |       | 3 − 0 |       | 0 − 1 | 2 − 0 |
| 3   | Slowakije    | 6   | 2 | 1 | 3 | 7   | 5  | 6  | −1  |                         | 0 − 1 | 1 − 2 |       | 1 − 1 |       |
| 4   | Wit-Rusland  | 6   | 0 | 3 | 3 | 3   | 3  | 7  | −4  |                         | 1 − 1 | 0 − 0 | 0 − 1 |       |       |

Wedstrijden
|                                              |                   |         |              |                                                                               |
| 3 juni 2022 «onderlinge duels» 20.00 (UTC+6) | Kazachstan        | 2 − 0   | Azerbeidzjan | Stadion: Astana Arena, Astana Toeschouwers: 19.823 Scheidsrechter: István Vad |
| 3 juni 2022 «onderlinge duels» 20.00 (UTC+6) | Ajmbetov 50', 60' | Verslag |              | Stadion: Astana Arena, Astana Toeschouwers: 19.823 Scheidsrechter: István Vad |
| 3 juni 2022 «onderlinge duels» 20.00 (UTC+6) |                   |         |              | Stadion: Astana Arena, Astana Toeschouwers: 19.823 Scheidsrechter: István Vad |
| 3 juni 2022 «onderlinge duels» 20.00 (UTC+6) |                   |         |              | Stadion: Astana Arena, Astana Toeschouwers: 19.823 Scheidsrechter: István Vad |
|                                              |                   |         |              |                                                                               |

|                                              |             |         |            |                                                                                                   |
| 3 juni 2022 «onderlinge duels» 20.45 (UTC+2) | Wit-Rusland | 0 − 1   | Slowakije  | Stadion: Karadjordjestadion, Novi Sad (Servië) Toeschouwers: 0 Scheidsrechter: Stéphanie Frappart |
| 3 juni 2022 «onderlinge duels» 20.45 (UTC+2) |             | Verslag | 61' Suslov | Stadion: Karadjordjestadion, Novi Sad (Servië) Toeschouwers: 0 Scheidsrechter: Stéphanie Frappart |
| 3 juni 2022 «onderlinge duels» 20.45 (UTC+2) |             |         |            | Stadion: Karadjordjestadion, Novi Sad (Servië) Toeschouwers: 0 Scheidsrechter: Stéphanie Frappart |
| 3 juni 2022 «onderlinge duels» 20.45 (UTC+2) |             |         |            | Stadion: Karadjordjestadion, Novi Sad (Servië) Toeschouwers: 0 Scheidsrechter: Stéphanie Frappart |
|                                              |             |         |            |                                                                                                   |

|                                              |             |         |              |                                                                                                  |
| 6 juni 2022 «onderlinge duels» 20.45 (UTC+2) | Wit-Rusland | 0 − 0   | Azerbeidzjan | Stadion: Karadjordjestadion, Novi Sad (Servië) Toeschouwers: 0 Scheidsrechter: Mohammed Al-Hakim |
| 6 juni 2022 «onderlinge duels» 20.45 (UTC+2) |             | Verslag | 84' Aliyev   | Stadion: Karadjordjestadion, Novi Sad (Servië) Toeschouwers: 0 Scheidsrechter: Mohammed Al-Hakim |
| 6 juni 2022 «onderlinge duels» 20.45 (UTC+2) |             |         |              | Stadion: Karadjordjestadion, Novi Sad (Servië) Toeschouwers: 0 Scheidsrechter: Mohammed Al-Hakim |
| 6 juni 2022 «onderlinge duels» 20.45 (UTC+2) |             |         |              | Stadion: Karadjordjestadion, Novi Sad (Servië) Toeschouwers: 0 Scheidsrechter: Mohammed Al-Hakim |
|                                              |             |         |              |                                                                                                  |

|                                              |           |         |               |                                                                                                |
| 6 juni 2022 «onderlinge duels» 20.45 (UTC+2) | Slowakije | 0 − 1   | Kazachstan    | Stadion: Štadión Antona Malatinského, Trnava Toeschouwers: 4.146 Scheidsrechter: Kristo Tohver |
| 6 juni 2022 «onderlinge duels» 20.45 (UTC+2) |           | Verslag | 26' Darabajev | Stadion: Štadión Antona Malatinského, Trnava Toeschouwers: 4.146 Scheidsrechter: Kristo Tohver |
| 6 juni 2022 «onderlinge duels» 20.45 (UTC+2) |           |         |               | Stadion: Štadión Antona Malatinského, Trnava Toeschouwers: 4.146 Scheidsrechter: Kristo Tohver |
| 6 juni 2022 «onderlinge duels» 20.45 (UTC+2) |           |         |               | Stadion: Štadión Antona Malatinského, Trnava Toeschouwers: 4.146 Scheidsrechter: Kristo Tohver |
|                                              |           |         |               |                                                                                                |

|                                               |              |         |           |                                                                                |
| 10 juni 2022 «onderlinge duels» 20.00 (UTC+4) | Azerbeidzjan | 0 − 1   | Slowakije | Stadion: Dalğa Arena, Bakoe Toeschouwers: 2.967 Scheidsrechter: Donatas Rumšas |
| 10 juni 2022 «onderlinge duels» 20.00 (UTC+4) |              | Verslag | 81' Weiss | Stadion: Dalğa Arena, Bakoe Toeschouwers: 2.967 Scheidsrechter: Donatas Rumšas |
| 10 juni 2022 «onderlinge duels» 20.00 (UTC+4) |              |         |           | Stadion: Dalğa Arena, Bakoe Toeschouwers: 2.967 Scheidsrechter: Donatas Rumšas |
| 10 juni 2022 «onderlinge duels» 20.00 (UTC+4) |              |         |           | Stadion: Dalğa Arena, Bakoe Toeschouwers: 2.967 Scheidsrechter: Donatas Rumšas |
|                                               |              |         |           |                                                                                |

|                                               |                |         |              | |
| 10 juni 2022 «onderlinge duels» 20.45 (UTC+2) | Wit-Rusland    | 1 − 1   | Kazachstan   | Stadion: Karadjordjestadion, Novi Sad (Servië) Toeschouwers: 0 Scheidsrechter: Manuel Schüttengruber |
| 10 juni 2022 «onderlinge duels» 20.45 (UTC+2) | Malkevitsj 84' | Verslag | 13' Ajmbetov | Stadion: Karadjordjestadion, Novi Sad (Servië) Toeschouwers: 0 Scheidsrechter: Manuel Schüttengruber |
| 10 juni 2022 «onderlinge duels» 20.45 (UTC+2) |                |         |              | Stadion: Karadjordjestadion, Novi Sad (Servië) Toeschouwers: 0 Scheidsrechter: Manuel Schüttengruber |
| 10 juni 2022 «onderlinge duels» 20.45 (UTC+2) |                |         |              | Stadion: Karadjordjestadion, Novi Sad (Servië) Toeschouwers: 0 Scheidsrechter: Manuel Schüttengruber |
|                                               |                |         |              | |

|                                               |                             |         |                        |                                                                                       |
| 13 juni 2022 «onderlinge duels» 20.00 (UTC+6) | Kazachstan                  | 2 − 1   | Slowakije              | Stadion: Astana Arena, Astana Toeschouwers: 28.745 Scheidsrechter: Bram Van Driessche |
| 13 juni 2022 «onderlinge duels» 20.00 (UTC+6) | Vorogovskiy 18' Astanov 39' | Verslag | 51' Bero 86', 87' Duda | Stadion: Astana Arena, Astana Toeschouwers: 28.745 Scheidsrechter: Bram Van Driessche |
| 13 juni 2022 «onderlinge duels» 20.00 (UTC+6) |                             |         |                        | Stadion: Astana Arena, Astana Toeschouwers: 28.745 Scheidsrechter: Bram Van Driessche |
| 13 juni 2022 «onderlinge duels» 20.00 (UTC+6) |                             |         |                        | Stadion: Astana Arena, Astana Toeschouwers: 28.745 Scheidsrechter: Bram Van Driessche |
|                                               |                             |         |                        |                                                                                       |

|                                               |                            |         |             |                                                                                       |
| 13 juni 2022 «onderlinge duels» 20.00 (UTC+4) | Azerbeidzjan               | 2 − 0   | Wit-Rusland | Stadion: Dalğa Arena, Bakoe Toeschouwers: 2.330 Scheidsrechter: Anastasios Papapetrou |
| 13 juni 2022 «onderlinge duels» 20.00 (UTC+4) | Emreli 76' Sjejdajev 90+3' | Verslag |             | Stadion: Dalğa Arena, Bakoe Toeschouwers: 2.330 Scheidsrechter: Anastasios Papapetrou |
| 13 juni 2022 «onderlinge duels» 20.00 (UTC+4) |                            |         |             | Stadion: Dalğa Arena, Bakoe Toeschouwers: 2.330 Scheidsrechter: Anastasios Papapetrou |
| 13 juni 2022 «onderlinge duels» 20.00 (UTC+4) |                            |         |             | Stadion: Dalğa Arena, Bakoe Toeschouwers: 2.330 Scheidsrechter: Anastasios Papapetrou |
|                                               |                            |         |             |                                                                                       |

|                                                    |                               |         |                |                                                                                   |
| 22 september 2022 «onderlinge duels» 20.00 (UTC+6) | Kazachstan                    | 2 – 1   | Wit-Rusland    | Stadion: Astana Arena, Astana Toeschouwers: 29.637 Scheidsrechter: Horațiu Feșnic |
| 22 september 2022 «onderlinge duels» 20.00 (UTC+6) | Gabysjev 29' Zajnoetdinov 79' | Verslag | 45+3' Savitski | Stadion: Astana Arena, Astana Toeschouwers: 29.637 Scheidsrechter: Horațiu Feșnic |
| 22 september 2022 «onderlinge duels» 20.00 (UTC+6) |                               |         |                | Stadion: Astana Arena, Astana Toeschouwers: 29.637 Scheidsrechter: Horațiu Feșnic |
| 22 september 2022 «onderlinge duels» 20.00 (UTC+6) |                               |         |                | Stadion: Astana Arena, Astana Toeschouwers: 29.637 Scheidsrechter: Horațiu Feșnic |
|                                                    |                               |         |                |                                                                                   |

|                                                    |                    |         |                              |                                                                                                 |
| 22 september 2022 «onderlinge duels» 20.45 (UTC+2) | Slowakije          | 1 – 2   | Azerbeidzjan                 | Stadion: Štadión Antona Malatinského, Trnava Toeschouwers: 2.875 Scheidsrechter: William Collum |
| 22 september 2022 «onderlinge duels» 20.45 (UTC+2) | Jirka 90+3' (pen.) | Verslag | 44' Dadasjov 90+5' Haghverdi | Stadion: Štadión Antona Malatinského, Trnava Toeschouwers: 2.875 Scheidsrechter: William Collum |
| 22 september 2022 «onderlinge duels» 20.45 (UTC+2) |                    |         |                              | Stadion: Štadión Antona Malatinského, Trnava Toeschouwers: 2.875 Scheidsrechter: William Collum |
| 22 september 2022 «onderlinge duels» 20.45 (UTC+2) |                    |         |                              | Stadion: Štadión Antona Malatinského, Trnava Toeschouwers: 2.875 Scheidsrechter: William Collum |
|                                                    |                    |         |                              |                                                                                                 |

|                                                    |                                                |         |               |                                                                             |
| 25 september 2022 «onderlinge duels» 20.00 (UTC+4) | Azerbeidzjan                                   | 3 – 0   | Kazachstan    | Stadion: Dalğa Arena, Bakoe Toeschouwers: 2.950 Scheidsrechter: Harm Osmers |
| 25 september 2022 «onderlinge duels» 20.00 (UTC+4) | Marotsjkin 66' (e.d.) Ozobić 74' Noeriëv 90+1' | Verslag | 35', 35' Alip | Stadion: Dalğa Arena, Bakoe Toeschouwers: 2.950 Scheidsrechter: Harm Osmers |
| 25 september 2022 «onderlinge duels» 20.00 (UTC+4) |                                                |         |               | Stadion: Dalğa Arena, Bakoe Toeschouwers: 2.950 Scheidsrechter: Harm Osmers |
| 25 september 2022 «onderlinge duels» 20.00 (UTC+4) |                                                |         |               | Stadion: Dalğa Arena, Bakoe Toeschouwers: 2.950 Scheidsrechter: Harm Osmers |
|                                                    |                                                |         |               |                                                                             |

|                                                    |            |         |             |                                                                                              |
| 25 september 2022 «onderlinge duels» 18.00 (UTC+2) | Slowakije  | 1 – 1   | Wit-Rusland | Stadion: TSC Arena, Bačka Topola (Servië) Toeschouwers: 524 Scheidsrechter: Nikola Dabanović |
| 25 september 2022 «onderlinge duels» 18.00 (UTC+2) | Zreľák 65' | Verslag | 45' Bachar  | Stadion: TSC Arena, Bačka Topola (Servië) Toeschouwers: 524 Scheidsrechter: Nikola Dabanović |
| 25 september 2022 «onderlinge duels» 18.00 (UTC+2) |            |         |             | Stadion: TSC Arena, Bačka Topola (Servië) Toeschouwers: 524 Scheidsrechter: Nikola Dabanović |
| 25 september 2022 «onderlinge duels» 18.00 (UTC+2) |            |         |             | Stadion: TSC Arena, Bačka Topola (Servië) Toeschouwers: 524 Scheidsrechter: Nikola Dabanović |
|                                                    |            |         |             |                                                                                              |

### Groep 4
| Pos | Team            | Wed | W | G | V | Ptn | DV | DT | +/− | Promotie of degradatie                    |       |       |       |       |       |
| --- | --------------- | --- | - | - | - | --- | -- | -- | --- | ----------------------------------------- | ----- | ----- | ----- | ----- | ----- |
| 1   | Georgië         | 6   | 5 | 1 | 0 | 16  | 16 | 4  | +12 | Promotie naar divisie B                   |       |       | 0 – 0 | 4 – 1 | 4 – 0 |
| 2   | Bulgarije       | 6   | 2 | 3 | 1 | 9   | 10 | 8  | +2  |                                           |       | 2 – 5 |       | 1 – 1 | 5 – 1 |
| 3   | Noord-Macedonië | 6   | 2 | 1 | 3 | 7   | 8  | 7  | +1  |                                           | 0 – 3 | 0 – 1 |       | 4 – 0 |       |
| 4   | Gibraltar (R)   | 6   | 0 | 1 | 5 | 1   | 3  | 18 | −15 | Play-offs tegen degradatie naar divisie D |       | 1 – 2 | 1 – 1 | 0 – 2 |       |

Wedstrijden
|                                              |                                                             |         |           |                                                                                             |
| 2 juni 2022 «onderlinge duels» 20.00 (UTC+4) | Georgië                                                     | 4 – 0   | Gibraltar | Stadion: Boris Paitsjadzestadion, Tbilisi Toeschouwers: 43.412 Scheidsrechter: Morten Krogh |
| 2 juni 2022 «onderlinge duels» 20.00 (UTC+4) | Kvaratschelia 12' Kasjia 33' Mikautadze 87' Kazaisjvili 88' | Verslag |           | Stadion: Boris Paitsjadzestadion, Tbilisi Toeschouwers: 43.412 Scheidsrechter: Morten Krogh |
| 2 juni 2022 «onderlinge duels» 20.00 (UTC+4) |                                                             |         |           | Stadion: Boris Paitsjadzestadion, Tbilisi Toeschouwers: 43.412 Scheidsrechter: Morten Krogh |
| 2 juni 2022 «onderlinge duels» 20.00 (UTC+4) |                                                             |         |           | Stadion: Boris Paitsjadzestadion, Tbilisi Toeschouwers: 43.412 Scheidsrechter: Morten Krogh |
|                                              |                                                             |         |           |                                                                                             |

|                                              |              |         |                  |                                                                                         |
| 2 juni 2022 «onderlinge duels» 21.45 (UTC+3) | Bulgarije    | 1 – 1   | Noord-Macedonië  | Stadion: Loedogorets Arena, Razgrad Toeschouwers: 8.275 Scheidsrechter: Jérémie Pignard |
| 2 juni 2022 «onderlinge duels» 21.45 (UTC+3) | Despodov 13' | Verslag | 50' M. Ristovski | Stadion: Loedogorets Arena, Razgrad Toeschouwers: 8.275 Scheidsrechter: Jérémie Pignard |
| 2 juni 2022 «onderlinge duels» 21.45 (UTC+3) |              |         |                  | Stadion: Loedogorets Arena, Razgrad Toeschouwers: 8.275 Scheidsrechter: Jérémie Pignard |
| 2 juni 2022 «onderlinge duels» 21.45 (UTC+3) |              |         |                  | Stadion: Loedogorets Arena, Razgrad Toeschouwers: 8.275 Scheidsrechter: Jérémie Pignard |
|                                              |              |         |                  |                                                                                         |

|                                              |           |         |                        |                                                                                     |
| 5 juni 2022 «onderlinge duels» 18.00 (UTC+2) | Gibraltar | 0 – 2   | Noord-Macedonië        | Stadion: Victoriastadion, Gibraltar Toeschouwers: 703 Scheidsrechter: Alain Durieux |
| 5 juni 2022 «onderlinge duels» 18.00 (UTC+2) |           | Verslag | 21' Bardhi 84' Nikolov | Stadion: Victoriastadion, Gibraltar Toeschouwers: 703 Scheidsrechter: Alain Durieux |
| 5 juni 2022 «onderlinge duels» 18.00 (UTC+2) |           |         |                        | Stadion: Victoriastadion, Gibraltar Toeschouwers: 703 Scheidsrechter: Alain Durieux |
| 5 juni 2022 «onderlinge duels» 18.00 (UTC+2) |           |         |                        | Stadion: Victoriastadion, Gibraltar Toeschouwers: 703 Scheidsrechter: Alain Durieux |
|                                              |           |         |                        |                                                                                     |

|                                              |                           |         |                                                                                               |                                                                                       |
| 5 juni 2022 «onderlinge duels» 21.45 (UTC+3) | Bulgarije                 | 2 – 5   | Georgië                                                                                       | Stadion: Loedogorets Arena, Razgrad Toeschouwers: 3.600 Scheidsrechter: Fabio Maresca |
| 5 juni 2022 «onderlinge duels» 21.45 (UTC+3) | A. Iliev 50' Stefanov 83' | Verslag | 4' Davitasjvili 31' (e.d.) A. Hristov 52' Zivzivadze 58' (pen.) Kvaratschelia 69' Kazaisjvili | Stadion: Loedogorets Arena, Razgrad Toeschouwers: 3.600 Scheidsrechter: Fabio Maresca |
| 5 juni 2022 «onderlinge duels» 21.45 (UTC+3) |                           |         |                                                                                               | Stadion: Loedogorets Arena, Razgrad Toeschouwers: 3.600 Scheidsrechter: Fabio Maresca |
| 5 juni 2022 «onderlinge duels» 21.45 (UTC+3) |                           |         |                                                                                               | Stadion: Loedogorets Arena, Razgrad Toeschouwers: 3.600 Scheidsrechter: Fabio Maresca |
|                                              |                           |         |                                                                                               |                                                                                       |

|                                              |                   |         |                   |                                                                                        |
| 9 juni 2022 «onderlinge duels» 20.45 (UTC+2) | Gibraltar         | 1 – 1   | Bulgarije         | Stadion: Victoriastadion, Gibraltar Toeschouwers: 1.427 Scheidsrechter: Petri Viljanen |
| 9 juni 2022 «onderlinge duels» 20.45 (UTC+2) | Walker 61' (pen.) | Verslag | 45+1' G. Mintsjev | Stadion: Victoriastadion, Gibraltar Toeschouwers: 1.427 Scheidsrechter: Petri Viljanen |
| 9 juni 2022 «onderlinge duels» 20.45 (UTC+2) |                   |         |                   | Stadion: Victoriastadion, Gibraltar Toeschouwers: 1.427 Scheidsrechter: Petri Viljanen |
| 9 juni 2022 «onderlinge duels» 20.45 (UTC+2) |                   |         |                   | Stadion: Victoriastadion, Gibraltar Toeschouwers: 1.427 Scheidsrechter: Petri Viljanen |
|                                              |                   |         |                   |                                                                                        |

|                                              |                 |         |                                                  |                                                                                          |
| 9 juni 2022 «onderlinge duels» 20.45 (UTC+2) | Noord-Macedonië | 0 – 3   | Georgië                                          | Stadion: Toše Proeskiarena, Skopje Toeschouwers: 10.775 Scheidsrechter: Roi Reinshreiber |
| 9 juni 2022 «onderlinge duels» 20.45 (UTC+2) |                 | Verslag | 52' Zivzivadze 62' Kvaratschelia 84' Kiteisjvili | Stadion: Toše Proeskiarena, Skopje Toeschouwers: 10.775 Scheidsrechter: Roi Reinshreiber |
| 9 juni 2022 «onderlinge duels» 20.45 (UTC+2) |                 |         |                                                  | Stadion: Toše Proeskiarena, Skopje Toeschouwers: 10.775 Scheidsrechter: Roi Reinshreiber |
| 9 juni 2022 «onderlinge duels» 20.45 (UTC+2) |                 |         |                                                  | Stadion: Toše Proeskiarena, Skopje Toeschouwers: 10.775 Scheidsrechter: Roi Reinshreiber |
|                                              |                 |         |                                                  |                                                                                          |

|                                               |         |       |           |                                                                                            |
| 12 juni 2022 «onderlinge duels» 20.00 (UTC+4) | Georgië | 0 – 0 | Bulgarije | Stadion: Boris Paitsjadzestadion, Tbilisi Toeschouwers: 54.200 Scheidsrechter: Espen Eskås |
| 12 juni 2022 «onderlinge duels» 20.00 (UTC+4) | Verslag |       |           | Stadion: Boris Paitsjadzestadion, Tbilisi Toeschouwers: 54.200 Scheidsrechter: Espen Eskås |
| 12 juni 2022 «onderlinge duels» 20.00 (UTC+4) |         |       |           | Stadion: Boris Paitsjadzestadion, Tbilisi Toeschouwers: 54.200 Scheidsrechter: Espen Eskås |
| 12 juni 2022 «onderlinge duels» 20.00 (UTC+4) |         |       |           | Stadion: Boris Paitsjadzestadion, Tbilisi Toeschouwers: 54.200 Scheidsrechter: Espen Eskås |
|                                               |         |       |           |                                                                                            |

|                                               |                                                        |         |           |                                                                                        |
| 12 juni 2022 «onderlinge duels» 18.00 (UTC+2) | Noord-Macedonië                                        | 4 – 0   | Gibraltar | Stadion: Toše Proeskiarena, Skopje Toeschouwers: 4.750 Scheidsrechter: Dumitru Muntean |
| 12 juni 2022 «onderlinge duels» 18.00 (UTC+2) | Bardhi 4' Torrilla 14' (e.d.) Miovski 16' Čurlinov 31' | Verslag |           | Stadion: Toše Proeskiarena, Skopje Toeschouwers: 4.750 Scheidsrechter: Dumitru Muntean |
| 12 juni 2022 «onderlinge duels» 18.00 (UTC+2) |                                                        |         |           | Stadion: Toše Proeskiarena, Skopje Toeschouwers: 4.750 Scheidsrechter: Dumitru Muntean |
| 12 juni 2022 «onderlinge duels» 18.00 (UTC+2) |                                                        |         |           | Stadion: Toše Proeskiarena, Skopje Toeschouwers: 4.750 Scheidsrechter: Dumitru Muntean |
|                                               |                                                        |         |           |                                                                                        |

|                                                    |                                      |         |                 |                                                                                              |
| 23 september 2022 «onderlinge duels» 20.00 (UTC+4) | Georgië                              | 2 – 0   | Noord-Macedonië | Stadion: Boris Paitsjadzestadion, Tbilisi Toeschouwers: 54.200 Scheidsrechter: Ivan Kružliak |
| 23 september 2022 «onderlinge duels» 20.00 (UTC+4) | Miovski 35' (e.d.) Kvaratschelia 64' | Verslag |                 | Stadion: Boris Paitsjadzestadion, Tbilisi Toeschouwers: 54.200 Scheidsrechter: Ivan Kružliak |
| 23 september 2022 «onderlinge duels» 20.00 (UTC+4) |                                      |         |                 | Stadion: Boris Paitsjadzestadion, Tbilisi Toeschouwers: 54.200 Scheidsrechter: Ivan Kružliak |
| 23 september 2022 «onderlinge duels» 20.00 (UTC+4) |                                      |         |                 | Stadion: Boris Paitsjadzestadion, Tbilisi Toeschouwers: 54.200 Scheidsrechter: Ivan Kružliak |
|                                                    |                                      |         |                 |                                                                                              |

|                                                    |                                                            |         |                  |                                                                                    |
| 23 september 2022 «onderlinge duels» 21.45 (UTC+3) | Bulgarije                                                  | 5 – 1   | Gibraltar        | Stadion: Loedogorets Arena, Razgrad Toeschouwers: 1.540 Scheidsrechter: Pavel Orel |
| 23 september 2022 «onderlinge duels» 21.45 (UTC+3) | Antov 23' Despodov 36' Kirilov 52' Stefanov 55' Petkov 81' | Verslag | 26' R. Chipolina | Stadion: Loedogorets Arena, Razgrad Toeschouwers: 1.540 Scheidsrechter: Pavel Orel |
| 23 september 2022 «onderlinge duels» 21.45 (UTC+3) |                                                            |         |                  | Stadion: Loedogorets Arena, Razgrad Toeschouwers: 1.540 Scheidsrechter: Pavel Orel |
| 23 september 2022 «onderlinge duels» 21.45 (UTC+3) |                                                            |         |                  | Stadion: Loedogorets Arena, Razgrad Toeschouwers: 1.540 Scheidsrechter: Pavel Orel |
|                                                    |                                                            |         |                  |                                                                                    |

|                                                    |              |         |                                           |                                                                                       |
| 26 september 2022 «onderlinge duels» 20.45 (UTC+2) | Gibraltar    | 1 – 2   | Georgië                                   | Stadion: Victoriastadion, Gibraltar Toeschouwers: 1.199 Scheidsrechter: Robert Harvey |
| 26 september 2022 «onderlinge duels» 20.45 (UTC+2) | Annesley 75' | Verslag | 19' (pen.) Kvaratschelia 48' Tsitaïsjvili | Stadion: Victoriastadion, Gibraltar Toeschouwers: 1.199 Scheidsrechter: Robert Harvey |
| 26 september 2022 «onderlinge duels» 20.45 (UTC+2) |              |         |                                           | Stadion: Victoriastadion, Gibraltar Toeschouwers: 1.199 Scheidsrechter: Robert Harvey |
| 26 september 2022 «onderlinge duels» 20.45 (UTC+2) |              |         |                                           | Stadion: Victoriastadion, Gibraltar Toeschouwers: 1.199 Scheidsrechter: Robert Harvey |
|                                                    |              |         |                                           |                                                                                       |

|                                                    |                 |         |              |                                                                                           |
| 26 september 2022 «onderlinge duels» 20.45 (UTC+2) | Noord-Macedonië | 0 – 1   | Bulgarije    | Stadion: Toše Proeskiarena, Skopje Toeschouwers: 20.173 Scheidsrechter: Julian Weinberger |
| 26 september 2022 «onderlinge duels» 20.45 (UTC+2) | Todoroski 14'   | Verslag | 50' Despodov | Stadion: Toše Proeskiarena, Skopje Toeschouwers: 20.173 Scheidsrechter: Julian Weinberger |
| 26 september 2022 «onderlinge duels» 20.45 (UTC+2) |                 |         |              | Stadion: Toše Proeskiarena, Skopje Toeschouwers: 20.173 Scheidsrechter: Julian Weinberger |
| 26 september 2022 «onderlinge duels» 20.45 (UTC+2) |                 |         |              | Stadion: Toše Proeskiarena, Skopje Toeschouwers: 20.173 Scheidsrechter: Julian Weinberger |
|                                                    |                 |         |              |                                                                                           |

## Play-offs tegen degradatie naar divisie D

### Eindstand plaats 4
| Pos | Grp | Team          | Wed | W | G | V | Ptn | DV | DT | +/− |                                           |
| --- | --- | ------------- | --- | - | - | - | --- | -- | -- | --- | ----------------------------------------- |
| 1.  | 2   | Cyprus        | 6   | 1 | 2 | 3 | 5   | 4  | 12 | −8  |                                           |
| 2.  | 3   | Wit-Rusland   | 6   | 0 | 3 | 3 | 3   | 3  | 7  | −4  |                                           |
| 3.  | 1   | Litouwen (O)  | 6   | 0 | 1 | 5 | 1   | 2  | 14 | −12 | Play-offs tegen degradatie naar divisie D |
| 4.  | 4   | Gibraltar (R) | 6   | 0 | 1 | 5 | 1   | 3  | 18 | −15 | Play-offs tegen degradatie naar divisie D |

### Wedstrijdschema
| Team 1    | Tot.  | Team 2   | 1e wedstr. | 2e wedstr. |
| --------- | ----- | -------- | ---------- | ---------- |
| Gibraltar | 0 – 2 | Litouwen | 0 – 1      | 0 – 1      |

#### Heen- en terugwedstrijden
|                                              |             |         |                              | |
| 21 maart 2024 «onderlinge duels» 19.45 (UTC) | Gibraltar   | 0 – 1   | Litouwen                     | Stadion: Estádio Algarve, Faro/Loulé (Portugal) Toeschouwers: 207 Scheidsrechter: Giorgi Kroeasjvili Video-assistent: Alper Ulusoy AVAR: Abdulkadir Bitigen |
| 21 maart 2024 «onderlinge duels» 19.45 (UTC) | Coleing 26' | Verslag | 60' Kučys 8', 71' Girdvainis | Stadion: Estádio Algarve, Faro/Loulé (Portugal) Toeschouwers: 207 Scheidsrechter: Giorgi Kroeasjvili Video-assistent: Alper Ulusoy AVAR: Abdulkadir Bitigen |
| 21 maart 2024 «onderlinge duels» 19.45 (UTC) |             |         |                              | Stadion: Estádio Algarve, Faro/Loulé (Portugal) Toeschouwers: 207 Scheidsrechter: Giorgi Kroeasjvili Video-assistent: Alper Ulusoy AVAR: Abdulkadir Bitigen |
| 21 maart 2024 «onderlinge duels» 19.45 (UTC) |             |         |                              | Stadion: Estádio Algarve, Faro/Loulé (Portugal) Toeschouwers: 207 Scheidsrechter: Giorgi Kroeasjvili Video-assistent: Alper Ulusoy AVAR: Abdulkadir Bitigen |
|                                              |             |         |                              | |

| |             |         |           | |
| 26 maart 2024 «onderlinge duels» 19.00 (UTC+2)                                                                          | Litouwen    | 1 – 0   | Gibraltar | Stadion: S. Dariaus- en S. Girėnostadion, Kaunas Toeschouwers: 6.102 Scheidsrechter: Duje Strukan Video-assistent: Nejc Kajtazović AVAR: Rade Obrenovič |
| 26 maart 2024 «onderlinge duels» 19.00 (UTC+2)                                                                          | Černych 51' | Verslag |           | Stadion: S. Dariaus- en S. Girėnostadion, Kaunas Toeschouwers: 6.102 Scheidsrechter: Duje Strukan Video-assistent: Nejc Kajtazović AVAR: Rade Obrenovič |
| 26 maart 2024 «onderlinge duels» 19.00 (UTC+2)                                                                          |             |         |           | Stadion: S. Dariaus- en S. Girėnostadion, Kaunas Toeschouwers: 6.102 Scheidsrechter: Duje Strukan Video-assistent: Nejc Kajtazović AVAR: Rade Obrenovič |
| 26 maart 2024 «onderlinge duels» 19.00 (UTC+2)                                                                          |             |         |           | Stadion: S. Dariaus- en S. Girėnostadion, Kaunas Toeschouwers: 6.102 Scheidsrechter: Duje Strukan Video-assistent: Nejc Kajtazović AVAR: Rade Obrenovič |
| Bijz.: Litouwen won over twee wedstrijden met een totaalscore van 2 – 0. Hierdoor degradeerde Gibraltar naar divisie D. |             |         |           | |

## Eindstand
De eindstand wordt bepaald op basis van de regels die de UEFA opstelt. Deze tabel begint bij nummer 33, omdat nummers 1 tot en met 32 genummerd zijn bij divisie A en B.
| Pos | Grp | Team            | Wed | W | G | V | Ptn | DV | DT | +/− |
| --- | --- | --------------- | --- | - | - | - | --- | -- | -- | --- |
| 33  | 4   | Georgië         | 6   | 5 | 1 | 0 | 16  | 16 | 3  | +13 |
| 34  | 2   | Griekenland     | 6   | 5 | 0 | 1 | 15  | 10 | 2  | +8  |
| 35  | 1   | Turkije         | 6   | 4 | 1 | 1 | 13  | 18 | 5  | +13 |
| 36  | 3   | Kazachstan      | 6   | 4 | 1 | 1 | 13  | 8  | 6  | +2  |
|     |     |                 |     |   |   |   |     |    |    |     |
| 37  | 1   | Luxemburg       | 6   | 3 | 2 | 1 | 11  | 9  | 7  | +2  |
| 38  | 3   | Azerbeidzjan    | 6   | 3 | 1 | 2 | 10  | 7  | 4  | +3  |
| 39  | 2   | Kosovo          | 6   | 3 | 0 | 3 | 9   | 11 | 8  | +3  |
| 40  | 4   | Bulgarije       | 6   | 2 | 3 | 1 | 9   | 10 | 8  | +2  |
|     |     |                 |     |   |   |   |     |    |    |     |
| 41  | 1   | Faeröer         | 6   | 2 | 2 | 2 | 8   | 7  | 10 | −3  |
| 42  | 4   | Noord-Macedonië | 6   | 2 | 1 | 3 | 7   | 7  | 7  | 0   |
| 43  | 3   | Slowakije       | 6   | 2 | 1 | 3 | 7   | 5  | 6  | −1  |
| 44  | 2   | Noord-Ierland   | 6   | 1 | 2 | 3 | 5   | 7  | 10 | −3  |
|     |     |                 |     |   |   |   |     |    |    |     |
| 45  | 2   | Cyprus          | 6   | 1 | 2 | 3 | 5   | 4  | 12 | −8  |
| 46  | 3   | Wit-Rusland     | 6   | 0 | 3 | 3 | 3   | 3  | 7  | −4  |
| 47  | 1   | Litouwen        | 6   | 0 | 1 | 5 | 1   | 2  | 14 | −12 |
| 48  | 4   | Gibraltar       | 6   | 0 | 1 | 5 | 1   | 3  | 18 | −15 |

## Doelpuntenmakers
5 doelpunten
- Chvitsja Kvaratschelia
- Vedat Muriqi

4 doelpunten
- Gerson Rodrigues
- Serdar Dursun

3 doelpunten
- Kiril Despodov
- Anastasios Bakasetas
- Abat Ajmbetov
- Danel Sinani

2 doelpunten
- Iliyan Stefanov
- Andronikos Kakoullis
- Jákup Andreasen
- Jóannes Bjartalíð
- Viljormur Davidsen
- Valeri Kazaisjvili
- Boedoe Zivzivadze
- Petros Mantalos
- Georgios Masouras
- Shayne Lavery
- Enis Bardhi
- Hakan Çalhanoğlu
- Halil Dervişoğlu
- Doğukan Sinik
- Cengiz Ünder

1 doelpunt
- Renat Dadasjov
- Mahir Emreli
- Hojjat Haghverdi
- Anatoli Noeriëv
- Filip Ozobić
- Ramil Sjejdajev
- Valentin Antov
- Atanas Iliev
- Radoslav Kirilov
- Georgi Mintsjev
- Marin Petkov
- Valentin Roberge
- Marinos Tzionis
- Jóan Símun Edmundsson
- Zoeriko Davitasjvili
- Goeram Kasjia
- Otar Kiteishvili
- Georges Mikautadze
- Heorhi Tsitaïsjvili
- Louie Annesley
- Roy Chipolina
- Liam Walker
- Giorgos Giakoumakis
- Dimitris Limnios
- Vangelis Pavlidis
- Dimitrios Pelkas
- Elkhan Astanov
- Aslan Darabajev
- Michail Gabysjev
- Yan Vorogovskiy
- Bachtiar Zajnoetdinov
- Valon Berisha
- Zymer Bytyqi
- Florent Muslija
- Elbasan Rashani
- Donat Rrudhani
- Edon Zhegrova
- Fiodor Černych
- Armandas Kučys
- Vykintas Slivka
- Leandro Barreiro
- Marvin da Graça
- Daniel Ballard
- Jonny Evans
- Josh Magennis
- Paddy McNair
- Gavin Whyte
- Darko Čurlinov
- Bojan Miovski
- Boban Nikolov
- Milan Ristovski
- Matúš Bero
- Erik Jirka
- Tomáš Suslov
- Vladimír Weiss
- Adam Zreľák
- Yunus Akgün
- Kaan Ayhan
- Merih Demiral
- Serdar Gürler
- İsmail Yüksek
- Ivan Bachar
- Vladislav Malkevitsj
- Pavel Savitski

Eigen doelpunt
- Andrea Hristov (tegen Noord-Macedonië)
- Graeme Torrilla (tegen Noord-Macedonië)
- Aleksandr Marotsjkin (tegen Azerbeidzjan)
- Maxime Chanot (tegen Turkije)
- Bojan Miovski (tegen Georgië)